# Difool
Pour les articles homonymes, voir Difool (homonymie).
David Massard, connu sous le pseudonyme de Difool, né le 11 janvier 1969 à Firminy (près de Saint-Étienne), est un animateur de radio français. Il a grandi et habité à Roche-la-Molière.
Acteur dans un premier temps sous le nom David Manix, il s’essaye à quelques scènes mais se rend vite compte qu’il préfère la radio.
Difool anime deux émissions sur la radio Skyrock : une, le matin, intitulée Le Morning de Difool et une autre, le soir, intitulée Radio Libre avec son ami néné. Il est également directeur général de l'antenne de Skyrock.

## Biographie
Né le 11 janvier 1969 à Firminy, David Massard a commencé à faire de la radio en 1981 sur Radio SWK puis sur Radio Centre-Ville, des radios locales stéphanoises. Radio Centre-Ville est rebaptisée M'Radio. Ce fut la principale radio stéphanoise. Elle s'adressait aux 15-34 ans[réf. souhaitée]. Il participa ensuite à une émission sur M6 qui devait élire le meilleur animateur FM de France.
Par la suite, en 1990, Difool envoya des cassettes à Skyrock, NRJ, RMC et Fun Radio. Seule cette dernière lui répondit : le directeur de l'antenne de l'époque avait besoin d'un animateur pour le week-end et la nuit. Il l'engagea donc et c'est à cette époque que fut choisi pour David Massard le pseudonyme de « Difool », du nom d'un personnage de bande dessinée (John Difool, héros de l'Incal de Moebius et Alejandro Jodorowsky).
Il fut ensuite actif en semaine et anima les dédiFun : le lancement de chansons par des dédicaces envoyées par les auditeurs. Par la suite, Benoît Sillard, PDG de Fun Radio de 1989 à 1998, lui proposa un concept inspiré de l'émission américaine Loveline, réunissant un animateur de radio, un docteur et des auditeurs parlant de leur problèmes de cœur ou autres états d'âme. Difool accepta et anima Lovin' Fun avec le pédiatre Christian Spitz, surnommé « le Doc ». Les premiers mois, Difool anima à la suite le Difooloir, émission de 22 h à minuit où il plaisantait avec des auditeurs. Cependant, elle s'arrêta au bout de deux mois car elle rencontrait des problèmes avec le CSA. Peu après, Arthur, alors sur la même radio, abandonna l'émission du matin, le Morning, que Difool reprit. Pendant six mois, il anima la tranche de 6 h à 9 h et de 19 h à 22 h mais finit par abandonner l'émission matinale. Difool est resté à Fun Radio jusqu'en 1996.
En 1994, Difool s'essaye à la télévision en animant Love Me Doux sur M6.
C'est alors que Pierre Bellanger, fondateur et président de Skyrock, lui proposa de rejoindre sa station. Il devint alors directeur d'antenne nationale et locale, sans pour autant prendre le micro, en raison d'une clause de son contrat avec Fun Radio qui lui interdisait d'être animateur sur une radio concurrente jusqu'à un an après son départ.
Il revint cependant à l'antenne en 1997 et anima la Radio libre de 21 h à minuit avec Tidav (P'tit David), Marie et Florent (tous deux standardistes) ; une émission qui a pour principe de laisser la parole aux auditeurs. Elle est un véritable succès[réf. nécessaire]. En 2000, Tidav les quitte et est remplacé par Romano, coanimateur et co-ami. À la rentrée 2000, Michaël Youn, KTL et Sophie Gaillard stoppent le Morning. Difool le reprend en direct d'un appartement à Courbevoie et anime ainsi deux émissions par jour. À l'origine, l'émission du matin ne devait durer qu'un mois puis s'arrêter au terme de la saison 2000–2001 mais l'émission rencontra un tel succès auprès des auditeurs qu'elle a été maintenue l'année suivante[réf. nécessaire].
Le 12 avril 2011, il apprend à l'antenne l'éviction de son ami et directeur général Pierre Bellanger, remplacé sur décision de l'actionnaire par Marc Laufer. S'ensuit alors un mouvement de solidarité initié par Romano et Fred pour soutenir et le défendre. Pierre Bellanger reprend ses fonctions.
En 2013, lors des débats sur le mariage pour tous en France, Difool s'engage en faveur de la réforme. Le 27 janvier 2013, il participe à une soirée sur ce thème coorganisée par Skyrock, au théâtre du Rond-Point avec l'animateur Nagui.